# Jan Tesař
Pour les articles homonymes, voir Tesar.
Jan Tesař (né le 26 mars 1990) est un athlète tchèque, spécialiste du 400 mètres.

## Biographie
Le 9 juillet 2016, il bat le record national du relais 4 x 400 m en séries des Championnats d'Europe à Amsterdam, en 3 min 2 s 66, avec ses coéquipiers Michal Desenský, Pavel Maslák et Patrik Šorm et se classe ensuite 4e de la finale.
En 2017, il remporte la médaille de bronze du relais 4 x 400 m en 3 min 8 s 60, avec ses coéquipiers Jan Kubista, Patrik Sorm et Pavel Maslák, lors des Championnats d'Europe en salle 2017 à Belgrade.

## Palmarès
| Date | Compétition                       | Lieu      | Résultat | Épreuve       | Temps         |
| ---- | --------------------------------- | --------- | -------- | ------------- | ------------- |
| 2014 | Championnats d'Europe             | Zurich    | 8e       | 4 x 400 m     | 3 min 04 s 56 |
| 2015 | Championnats d'Europe en salle    | Prague    | 3e       | 4 × 400 m     | 3 min 04 s 09 |
| 2015 | Championnats d'Europe par équipes | Heraklion | 1er      | 4 x 400 m     | 3 min 04 s 52 |
| 2015 | Universiade                       | Gwangju   | 3e       | 400 m         | 45 s 73       |
| 2017 | Championnats d'Europe en salle    | Belgrade  | 3e       | 4 x 400 m     | 3 min 08 s 60 |
| 2017 | Universiade                       | Taipei    | 3e       | 4 x 400 m     | 3 min 08 s 14 |
| 2017 | Championnats d'Europe par équipes | Lille     | 3e       | 4 x 400 m     | 3 min 03 s 31 |
| 2018 | Championnats d'Europe             | Berlin    | 7e       | 4 x 400 m     | 3 min 3 s 00  |
| 2019 | Jeux européens                    | Minsk     | 2e       | 4 x 400 mixte | 3 min 19 s 05 |

## Records
| Épreuve | Épreuve   | Performance | Lieu    | Date            |
| ------- | --------- | ----------- | ------- | --------------- |
| 400 m   | Plein air | 45 s 73     | Gwangju | 10 juillet 2015 |
| 400 m   | Salle     | 46 s 21     | Prague  | 22 février 2015 |